# Matteo 14

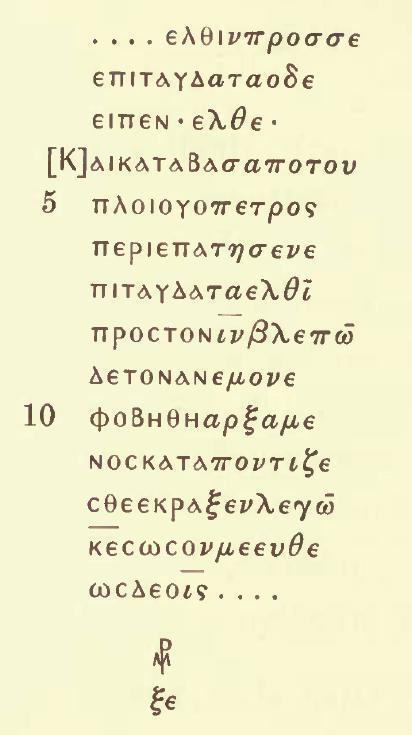
Matteo 14,28-31 sull'Onciale 073, V-VI secolo.

Matteo 14 è il quattordicesimo capitolo del vangelo secondo Matteo nel Nuovo Testamento. Il capitolo contiene delle nozioni sul ministero di Gesù in Galilea.

## Testo
Il testo originale era scritto in greco antico. Il capitolo è diviso in 36 versetti.

### Testimonianze scritte
Tra le principali testimonianze documentali di questo capitolo vi sono:
- Papyrus 103 (~200; versetti 3-5)
- Codex Vaticanus (325-350)
- Codex Sinaiticus (330-360)
- Codex Bezae (~400)
- Codex Washingtonianus (~400)
- Codex Ephraemi Rescriptus (~450)
- Codex Purpureus Rossanensis (VI secolo)
- Codex Petropolitanus Purpureus (VI secolo; versetti 1-5, 23-36)
- Codex Sinopensis (VI secolo; versetti 1-4, 13-20)

## Struttura
Il capitolo può essere diviso nel seguente modo:
- Matteo 14,1-12 = Decapitazione di Giovanni Battista (Marco 6,14-29; Luca 9,7-9)
- Matteo 14,13–21 = Moltiplicazione dei pani e dei pesci (Marco 6,30-44; Luca 9,10-17; Giovanni 6,1-13)
- Matteo 14,22–33 = Camminata sull'acqua (Marco 6,45-52; Giovanni 6,16-21)
- Matteo 14,34–36 = Guarigioni a Genesaret (Marco 6,53-56)

## La reazione di Erode Antipa
Erode Antipa era figlio di quell'Erode che era re quando nacque Gesù (Matteo 2,1) e che regnò sulla Galilea durante il periodo in cui Gesù tenne il proprio ministero nell'area (Marco 6,14-29; Luca 9,7-9; {Luca 3,19-20). La sua coscienza che lo rese riluttante all'esecuzione di Giovanni il Battista, gli fece venire la "pazza idea" che Gesù per il suo operato fosse in realtà Giovanni risorto dai morti.
Dale C. Allison ha notato numerosi parallelismi tra la passione di Gesù ed il racconto della morte di Giovanni Battista in questo capitolo.
- Entrambi vennero catturati (14,3; 21,46), legati (14,3; 27,2) e "soffrirono la medesima morte come criminali".
- Entrambi vennero giustiziati per ordine del governo (Erode il tetrarca per uno, Ponzio Pilato per l'altro) che comunque si era dimostrato riluttante alla richiesta di esecuzione pervenuta da altri (14,6-11; 27,11-26).
- Entrambi vennero sepolti dai rispettivi discepoli (14,12; 27,57-61), ed in ciascun caso quanti si opponevano a loro temevano che la folla potesse muovere proteste in quanto vedeva Giovanni e Gesù come profeti (14,5; 21,26).
- La morte di entrambi venne prefigurata, in Matteo 2,1–23 (da Erode il Grande, padre di Erode il tetrarca); 5,38-42 e 10,17-23, pertanto il martirio di Giovanni (come precursore) è cristologicamente la profezia del martirio del Messia (cfr. 17,12).
- Giovanni era stato identificato come Elia (11,14), che nel 1 Re 17-19 accusò re Ahab di una serie di misfatti mentre la perfida regina Jezebel tentò di farlo uccidere (come fece del resto Erodiade con Erode). Gesù pure venne paragonato nell'agire a Eliseo, successore di Elia (2 Re 4,42–44).[2]

### Versetto 12
I suoi discepoli andarono a prendere il cadavere, lo seppellirono e andarono a informarne Gesù
La morte del maestro dei discepoli di Giovanni il Battista fa sì che questi si leghino a Gesù che è visto da loro come il suo successore, ma che egli aveva indicato come il suo superiore.

## Il ritiro di Gesù nel deserto
Matteo 14,13 e Matteo 14,15 fa riferimento al luogo dove Gesù decide di ritirarsi dopo la predicazione in Galilea come "deserto". Nel vangelo secondo Luca, viene precisato che egli si portò in un villaggio chiamato Betsaida, un luogo ad ogni modo ben poco abitato all'epoca per quanto non completamente deserto.

## Moltiplicazione dei pani e dei pesci
Mangiare insieme era un simbolo di unità e Gesù appare come colui che ospita una grande famiglia insieme, accogliendo la folla come il germe di una nuova comunità.

### Versetto 19
E dopo aver ordinato alla folla di sedersi sull'erba, prese i cinque pani e i due pesci e, alzati gli occhi al cielo, pronunziò la benedizione, spezzò i pani e li diede ai discepoli e i discepoli li distribuirono alla folla.
Alzati gli occhi al cilo, pronunziò la benedizione, spezzò i pani e li diede comunicano un contesto comunitario, liturgico, che si trova già nella primitiva chiesa cristiana; le medesime azioni Gesù le ripeterà nell'Ultima Cena in Matteo 26,26.

## Gesù cammina sull'acqua
Dopo una serie di miracoli pubblici, Gesù mostra ai suoi discepoli un miracolo "privato" dove egli illustra la sua autorità sulle cose materiali.

## Gesù il guaritore
Quando tornò nel territorio di Erode, la fama di Gesù era principalmente quella di essere un guaritore, motivo per il quale molti all'epoca ricorrevano a lui.